# Hamish Campbell
Hamish George Campbell (nacido en 1979 o 1980) es un político neozelandés y miembro del Parlamento en la Cámara de Representantes por el Partido Nacional. Anteriormente trabajó como investigador médico y conferenciante, y en el negocio hortícola de su familia.

## Primeros años y carrera
Campbell nació en Christchurch y asistió a la escuela primaria de Avonhead y a la escuela secundaria para niños de Christchurch, donde fue director adjunto. Recibió una licenciatura en genética y un doctorado en virus y cáncer de la Universidad de Otago. Posteriormente trabajó para el Instituto de Investigación Médica Infantil y MS Research Australia, y dio conferencias en la Universidad de Sídney. Campbell también dirige un negocio de entrega de flores y participa en el negocio del huerto de manzanos de su familia.

## Carrera política
En mayo de 2020, Campbell fue seleccionado para competir contra Wigram por el Partido Nacional en las 2020 election. Perdió ante la actual Megan Woods con menos de la mitad de sus votos.
El 30 de octubre de 2022, Campbell fue seleccionado para competir contra el electorado vecino de Ilam en las elecciones generales de Nueva Zelanda de 2023, ya que el exdiputado de Ilam, Gerry Brownlee, decidió presentarse como candidato de lista única después de perder el electorado en 2020. La noche de las elecciones, Campbell tenía una ventaja de 6.581 votos sobre su oponente más cercano, Raf Manji del Partido de las Oportunidades. Campbell identificó la delincuencia juvenil como una causa de delincuencia en Ilam y algo que le gustaría abordar una vez en el parlamento, junto con el costo de vida.

## Vida personal
Campbell está casado. Él y su esposa tienen dos hijos y viven en Riccarton, un suburbio de Christchurch.